# Julian Bleecker
Julian Bleecker es un artista y un tecnólogo con una historia que desarrolla proyectos móviles innovadores de la investigación.

## Trayectoria
Bleecker tiene un Ph.D. del Programa de Historia de la Conciencia de la Universidad de California en Santa Cruz. Ha sido un artista en residencia en Eyebeam,  trabajo expuesto en Ars Electronica, un Investigador Fellow en el Centro de Annenberg para la Comunicación y un profesor asistente en la División de Medios Interactivos de USC. Ahora trabaja como diseñador de interacciones en Nokia Design (Los Angeles).
Bleecker ha sido activo como investigador en las áreas de computación móvil, redes penetrantes y sistemas de interacción de campo cercano. En 2006, con Nicolas Nova, organizó un taller titulado "Networked Objects" en [EPFL | Ecole Polytechnique Fédérale de Lausanne], celebrada en mayo de 2006, explorando su interés por la interacción de campo cercano y la Internet de las cosas.
Este vector de investigación sobre la informática móvil, las redes omnipresentes y los sistemas de interacción de proximidad o proximidad ha sido un tema de los proyectos de investigación y diseño de Bleecker durante varios años. Uno de sus proyectos anteriores en esta área fue PDPal (2003-2005), una serie de proyectos tecnológicos que investigaron cómo los dispositivos móviles podrían ser integrados en un sistema para permitir a las personas anotar las experiencias que tienen, como en un diario específico de la ubicación. La serie PDPal fue encargada por Eyebeam en Nueva York y el Walker Art Center en Minneapolis para encontrar formas de crear proyectos de tecnología artística que hicieran uso de dispositivos móviles fácilmente disponibles, como PDAs y teléfonos móviles. PDPal fue un proyecto colaborativo con los diseñadores Marina Zurkow y Scott Patterson.
Otros proyectos más exploratorios buscaron maneras de usar tecnologías comunes, como WiFi, de maneras inesperadas. WiFi.Bedouin y WiFi.ArtCache fueron dos proyectos que utilizan las redes de comunicaciones inalámbricas para crear redes locales que hacen que el contenido digital esté disponible de una manera muy específica para la ubicación. WiFi.ArtCache fue invitado a la exposición en ISEA 2006 en San José, California, y fue el ganador del Premio Audiencia. También ha sido encargado para su exposición en la muestra colectiva "Reclaim the Spectrum" en Sevilla, España (2006).
Entre los proyectos más lúdicos de la tecnología de arte encargado se encuentran "Pussy Weevil", un personaje basado en sensores, basado en sensores, que fue seleccionado para exhibición en Ars Electronica (2005), el Museo de la Imagen en Movimiento en la Ciudad de Nueva York (2003- 2004), y Art Interactive en Boston (2003).
Bleecker fue tecnólogo principal en el Sonic Memorial Project, un sitio web y documental de radio premiado con Peabody, basado en recuerdos de audio de los acontecimientos del 11 de septiembre.